# Penny Points to Paradise
Pour plus de détails, voir Fiche technique et Distribution.
Penny Points to Paradise est un film britannique réalisé par Tony Young, sorti en 1951.

## Synopsis
Harry Flakers, qui a gagné une fortune dans un pari sportif, se rend avec son meilleur ami Spike Donnelly à Brighton pour fêter l'événement. Dans la pension de famille où ils descendent, il va se trouver aux prises avec plusieurs personnes qui en veulent à son argent.

## Fiche technique
- Titre original : Penny Points to Paradise
- Réalisation : Tony Young
- Scénario : John Ormonde
- Direction artistique : James Marchant
- Costumes : Myra Cullimore
- Photographie : Bert Mason
- Son : Reg Barnes Heath, Skanlan
- Montage : Harry Booth
- Musique : Jack Jordan, Spike Milligan
- Production : Alan Cullimore
- Société de production : Advance Productions, PYL Productions
- Société de distribution : Adelphi Films
- Pays d'origine :  Royaume-Uni
- Langue originale : anglais
- Format : Noir et blanc  — 35 mm — 1,37:1 — son mono
- Genre : Comédie
- Durée : 77 minutes
- Dates de sortie : Royaume-Uni : mai 1951

## Distribution
- Harry Secombe : Harry Flakers
- Alfred Marks : Edward Haynes
- Peter Sellers : Le Major / Arnold Fringe
- Vicky Page : Sheila Gilroy
- Paddie O'Neil : Christine Russell
- Spike Milligan : Spike Donnelly
- Bill Kerr : Digger Graves